# Taurins
Les Taurins étaient un peuple de l'Italie ancienne, résidant dans le Piémont vers le IIIe siècle av. J.-C.

## Histoire
Le nom latin de ce peuple est Taurini, ethnonyme sans doute basé sur un radical taur- qui rappelle le nom du « taureau » en latin taurus (voir aussi le gaulois taruo). Il s'agit d'un peuple celto-ligure qui occupait l'actuel Piémont et dont la ville principale était Taurinia (ou Taurasia), aujourd'hui Turin.
Ils sont mal connus, les quelques informations les concernant nous sont transmises par Strabon, Tite Live et Polybe :
« D'autre part, comme les Taurins étaient un peuple ligure. »
« Du côté opposé, c'est-à-dire sur le versant italien de la chaîne des Alpes, habitent les Taurins, nation ligystique, et, avec les Taurins, maintes autres tribus de même origine. »
Ayant fait obstacle et refusé l'alliance d'Hannibal au début de la deuxième guerre punique, ce dernier assiège leur capitale Taurinia (-218) et la prend en trois jours.